# Президентские выборы в Сомалиленде (2017)
Всеобщие выборы в Сомалиленде прошли 13 ноября 2017 года. На них избирались президент и парламент Сомалиленда. Они стали третьими президентскими выборами в автономном регионе.
Было зарегистрировано более 700 тыс. избирателей, организовано более 1600 избирательных участков. Впервые в Африке использовалась биометрическая технология для предотвращения повторного голосования. В выборах участвовали 60 наблюдателей из 27 стран. До обнародования результатов 17 ноября в Сомалиленде были закрыты социальные сети для предотвращения распространения слухов.  В результате Муса Бехи набрал 55 % голосов и был избран президентом Сомалиленда.

## Предвыборная обстановка
Предыдущие парламентские выборы в Сомалиленде проходили в 2005 году. Следующие должны были пройти в сентябре 2010 года, но были перенесены на 26 июня 2015 года. Однако, в связи с неподготовленностью Национальной избирательной комиссии Палата старейшин в сентябре 2015 года продлила срок работы парламента ещё на 21 месяц. Затем всеобщие выборы планировались на 27 марта 2017 года и были вновь перенесены на полгода из-за засухи в регионе. В конце концов, выборы были проведены 13 ноября 2017 года.
Президент Ахмед Силаньо не баллотировался на второй срок. В ноябре 2015 года от Партии мира, единства и развития кандидатом был выдвинут руководитель партии Муса Бехи. Абдирахман Мохамед Абдиллахи был выдвинут от основанной им партии Вадани. От партии За справедливость и развитие выдвинут Фейсал Али Варабе, который ранее проиграл предыдущие президентские выборы. Варабе был вовлечён во внутрипартийное соперничество с Джамалем Али Хуссейном, однако последний ушёл в другую партию. 
Фейсал Али Варабе жил в Финляндии и в 1992 году, где стал одним из организаторов и председателем партии За справедливость и развитие, а его заместителем был Абдиррахман Ирро. Абдиррахман Ирро ранее работал в посольстве Сомали в СССР, в 1991 переехал в Финляндию. Затем вернулся в Сомалиленд, с 2005 года был спикером парламента. В 2012 году создал партию Вадани.

## Результаты
Международные наблюдатели в целом охарактеризовали выборы как «мирные» и «хорошо организованные». Оппозиция заявляла о нарушениях при голосовании, особенно в городах Харгейса и Габилей.
| Кандидат                            | Партия                              | Голоса  | %     |
| ----------------------------------- | ----------------------------------- | ------- | ----- |
| Муса Бехи                           | Партия мира, единства и развития    | 305 909 | 55,10 |
| Абдирахман Мохамед Абдиллахи        | Вадани                              | 226 092 | 40,73 |
| Фейсал Али Варабе                   | За справедливость и развитие        | 23 141  | 4,17  |
| Недействительные/пустые бюллетени   | Недействительные/пустые бюллетени   |         | -     |
| Всего                               | Всего                               | 555 142 | 100   |
| Зарегистрированных избирателей/Явка | Зарегистрированных избирателей/Явка |         | 80    |
| Источник: Somalia Update            |                                     |         |       |